# HAT-P-13
Désignations
HAT-P-13, aussi connue sous le nom de GSC 03416-00543 est une étoile de type G (plus communément naine jaune), de la constellation de la Grande Ourse. Elle est située à ∼ 810 a.l. (∼ 248 pc) de la Terre.

## Système planétaire
En 2009, deux planètes massives sont découvertes gravitant autour de HAT-P-13. L'existence d'une troisième planète supputée en 2011 est rétractée en 2021 .
| Planète                | Masse    | Demi-grand axe (ua) | Période orbitale (jours) | Excentricité | Inclinaison | Rayon   |
| ---------------------- | -------- | ------------------- | ------------------------ | ------------ | ----------- | ------- |
| HAT-P-13 b             | 0,851 MJ | 0,042 6             | 2,916 26                 | 428,5        | 83,3°       | 1,28 RJ |
| HAT-P-13 d (rétractée) | 0,016 MJ | 0,056               | 4,37                     | 0            |             |         |
| HAT-P-13 c             | ≥15,2 MJ | 1,186               | 428,5                    | 0,691        |             |         |